# Beauvoir (Seine-et-Marne)
Beauvoir je francouzská obec v departementu Seine-et-Marne v regionu Île-de-France. V roce 2012 zde žilo 192 obyvatel.

## Sousední obce
Argentières, Aubepierre-Ozouer-le-Repos, Chaumes-en-Brie, Verneuil-l'Étang

## Vývoj počtu obyvatel
Počet obyvatel